# TGFBR1
TGFBR1 (англ. Transforming growth factor beta receptor 1) – білок, який кодується однойменним геном, розташованим у людей на короткому плечі 9-ї хромосоми. Довжина поліпептидного ланцюга білка становить 503 амінокислот, а молекулярна маса — 55 960.
| 10         |  | 20         |  | 30         |  | 40         |  | 50         |
| ---------- |  | ---------- |  | ---------- |  | ---------- |  | ---------- |
| MEAAVAAPRP |  | RLLLLVLAAA |  | AAAAAALLPG |  | ATALQCFCHL |  | CTKDNFTCVT |
| DGLCFVSVTE |  | TTDKVIHNSM |  | CIAEIDLIPR |  | DRPFVCAPSS |  | KTGSVTTTYC |
| CNQDHCNKIE |  | LPTTVKSSPG |  | LGPVELAAVI |  | AGPVCFVCIS |  | LMLMVYICHN |
| RTVIHHRVPN |  | EEDPSLDRPF |  | ISEGTTLKDL |  | IYDMTTSGSG |  | SGLPLLVQRT |
| IARTIVLQES |  | IGKGRFGEVW |  | RGKWRGEEVA |  | VKIFSSREER |  | SWFREAEIYQ |
| TVMLRHENIL |  | GFIAADNKDN |  | GTWTQLWLVS |  | DYHEHGSLFD |  | YLNRYTVTVE |
| GMIKLALSTA |  | SGLAHLHMEI |  | VGTQGKPAIA |  | HRDLKSKNIL |  | VKKNGTCCIA |
| DLGLAVRHDS |  | ATDTIDIAPN |  | HRVGTKRYMA |  | PEVLDDSINM |  | KHFESFKRAD |
| IYAMGLVFWE |  | IARRCSIGGI |  | HEDYQLPYYD |  | LVPSDPSVEE |  | MRKVVCEQKL |
| RPNIPNRWQS |  | CEALRVMAKI |  | MRECWYANGA |  | ARLTALRIKK |  | TLSQLSQQEG |
| IKM        |  |            |  |            |  |            |  |            |

A: Аланін

C: Цистеїн

D: Аспарагінова кислота

E: Глутамінова кислота

F: Фенілаланін

G: Гліцин

H: Гістидин

I: Ізолейцин

K: Лізин

L: Лейцин

M: Метіонін

N: Аспарагін

P: Пролін

Q: Глутамін

R: Аргінін

S: Серин

T: Треонін

V: Валін

W: Триптофан

Кодований геном білок за функціями належить до трансфераз, кіназ, серин/треонінових протеїнкіназ, рецепторів, фосфопротеїнів. 
Задіяний у таких біологічних процесах, як апоптоз, регуляція росту, диференціація клітин, альтернативний сплайсинг. 
Білок має сайт для зв'язування з АТФ, нуклеотидами, іонами металів, іоном магнію, іоном марганцю. 
Локалізований у клітинній мембрані, мембрані, клітинних контактах, щільних контактах.